# Предтеча (деревня)
Предтеча — деревня в Тотемском районе Вологодской области.
Входит в состав Толшменского сельского поселения, с точки зрения административно-территориального деления — в Верхнетолшменский сельсовет.
Расположена на правом берегу реки Толшма. Расстояние до районного центра Тотьмы по автодороге — 116 км, до центра муниципального образования села Никольское по прямой — 12 км. Ближайшие населённые пункты — Ермолица, Лом, Поповская.
По данным переписи в 2002 году постоянного населения не было.